# Guerra Chiang-Gui
La guerra de Chiang-Gui fue una guerra que tuvo lugar entre Chiang Kai-shek y las fuerzas de la Camarilla de Guangxi entre marzo y junio de 1929 dentro del Gobierno Nacionalista de la República de China. : 472 

## Antecedentes
A finales de 1927, tras la división de la Guerra Ning-Han, la nueva camarilla de Guangxi, liderada por Li Zongren, logró convertirse en una camarilla importante dentro del Gobierno Nacionalista combinando sus esfuerzos bélicos con sus acciones políticas. Internamente, consiguió eliminar a Wang Shao-ming, un rival político del Gobierno de Wuhan, presidido por Wang Jingwei, y externamente, utilizó el fracaso de la Batalla de Xuzhou, junto con generales como He Yingqin, para obligar a Chiang Kai-shek a retirarse de su posición dentro del Gobierno de Nankín. Aparte de la política, Chiang también derrotó a Tang Shengzhi, el caudillo líder de la región de los Dos Lagos, por medios militares en la Guerra de Ning-Han, y al mismo tiempo integró las tropas de Tang Shengzhi, ampliando así su control sobre Hunan y Hubei, que eran regiones más prósperas, y el nuevo sistema Gui adquirió mucha fuerza. Sin embargo, el regreso de Chiang al poder a través del «Incidente de Guangzhou» causó un revés temporal a la nueva camarilla de Guangxi para eliminar a los enemigos políticos, pero aun así consiguió controlar un área varias veces mayor que la anterior a la Expedición del Norte. 
En 1928, el Gobierno Nacionalista lanzó la Segunda Expedición del Norte. Li Zongren (Camarilla de Guangxi), Yan Xishan (Camarilla de Shanxi), Feng Yuxiang (Guominjun) y otros señores de la guerra menores con una fuerza combinada de 400 000 hombres, derrotaron con éxito a la camarilla de Fengtian y ocuparon el norte de China. Zhang Zuolin se retiró al noreste de China y fue asesinado por los japoneses. La victoria del Gobierno Nacionalista llevó a Zhang Xueliang, líder del Ejército del Noreste, a tomar la iniciativa de declarar el «Cambio de Bandera en el Noreste» y someterse al Gobierno Nacionalista, lo que unificó formalmente todo el país. 
En ese momento, el nuevo Sistema Gui se expandió a Hebei y se hizo muy poderoso. Tras la unificación de todo el país por el Gobierno Nacional de Nankín, cada una de las cuatro facciones principales contaba con cientos de miles de soldados y estableció sus ejércitos en varias provincias. Bajo la dirección de Chiang Kai-shek, el Gobierno Nacional convocó la «Conferencia de Rehabilitación y Desarme» en nombre del descanso y la recuperación y la desmovilización de posguerra, con la intención de desarmarse.
En ese momento, el Nuevo Sistema Gui fue apoyado por Li Jishen, presidente del Subcomité Político de Guangzhou, y expandió rápidamente su poder a las provincias de Guangxi, Hunan, Hubei y el paso de Shanhai que conecta a Hubei con Tianjin. La nueva camarilla de Guangxi tenía el título de «Cuarto Grupo Ejército del Ejército Nacional Revolucionario», con dieciséis ejércitos y seis divisiones independientes bajo su jurisdicción, y una fuerza de más de 200 000 efectivos. Li Zongren, líder de la nueva camarilla de Guangxi, era el Comandante en Jefe del Cuarto Grupo del Ejército y Presidente de la Rama Política de Wuhan. Li Jishen controlaba Guangdong en aquel momento y había sido un aliado político fiable de la nueva camarilla de Guangxi durante mucho tiempo, por lo que el esta era muy poderosa. Por otro lado, el Ejército del Primer Grupo de Chiang Kai-shek contaba con más de 500 000 soldados y controlaba el sur del río Yangtsé. Además, Chiang Kai-shek era también el jefe del gobierno central, lo que le daba una evidente ventaja política. El Tercer Grupo del Ejército de Yan Xishan controlaba Shanxi, la parte norte de Hebei y las ciudades de Pekín y Tianjin con más de 200 000 soldados. El Ejército del Segundo Grupo de Feng Yuxiang controlaba el noroeste de China, Henan y otros lugares, con una fuerza de 400 000 hombres.
El 1 de enero de 1929 se estableció la Comisión Militar Nacional. : 18  En la reunión de la Conferencia de Organización y Despacho a principios de 1929, las cuatro facciones principales esperaban que sus propios ejércitos se redujeran menos y los de las otras facciones se redujeran más para maximizar los beneficios militares y políticos. Aunque más tarde la conferencia acabó en ruptura, las facciones resolvieron que los ejércitos debían reorganizarse en divisiones lo antes posible, y que la fuerza combinada de las cuatro facciones debía mantenerse en 600 000 hombres, con el gobierno central asignando una cuota de 200.000 hombres, y las otras facciones manteniendo alrededor de 100 000 hombres. La lucha política entre las facciones en la Conferencia de Rehabilitación y Reorganización condujo a la intensificación de los conflictos, pero las facciones empezaron a reorganizar sus tropas de acuerdo con la resolución de la Conferencia después de ésta. 

### El incidente de Hunan
A principios de 1928, después de tomar el control del Gobierno Nacionalista, la nueva camarilla de Guangxi, con el propósito de controlar Hunan, puso bajo arresto domiciliario a Cheng Chien, quien estaba a cargo de Hunan, y nombró a He Jian y Lu Tieping para presidir los asuntos políticos de Hunan. En febrero de 1929, Lu Teping cesó secretamente a Chiang Kai-shek, y éste pasó por alto al Subcomité Político de Wuhan para recibir del departamento de Lu Teping una gran cantidad de pertrechos y municiones que fueron incautados por He Jian e informados al Subcomité Político de Wuhan, del que Li Zongren era presidente (la provincia de Hunan estaba bajo la jurisdicción del Subcomité Político de Wuhan). El 21 de febrero, los nuevos generales Gui Xia Wei, Hu Zongduo, Ye Qi y otros, temiendo mucho por su futuro, sin la aprobación de Li Zongren y sin discutir el asunto con el número dos Bai Chongxi, enviaron apresuradamente un informe al Gobierno Central en nombre del Subcomité Político de Wuhan, anunciando la destitución de Lu Teping de su cargo de Presidente del Gobierno Provincial de Hunan sin autorización. El mismo día, Xia Wei y Ye Qi condujeron sus tropas a Changsha : 472  y desarmaron a las tropas de Lu Teping. Lu Teping, presidente del Gobierno Provincial de Hunan, fue expulsado. : 18 
Li Zongren residía frecuentemente en Nankín junto con su familia debido a su cargo en el gobierno central del Gobierno Nacionalista. Al conocer la noticia, Li Zongren, temiendo por su seguridad, abandonó rápidamente Nankín y se refugió en la concesión pública de Shanghái. Con el pretexto de que «violando la resolución de la conferencia política del Comité Central, los subcomités políticos de los distintos lugares no podían nombrar o destituir sin autorización a determinadas personas de su jurisdicción», Chiang Chung-cheng movilizó sus tropas y se preparó para atacar el nueva camarilla de Guangxi.
En marzo, Li Jishen, presidente de la rama política de Guangzhou, se dirigió al norte, a Nankín, para mediar entre Chiang y Gui, pero fue detenido por Chiang. : 472  Las tropas de los generales cantoneses Chen Jitang y Chen Mingshu desertaron a Chiang en Guangzhou. El 21 de marzo, el Gobierno Nacional emitió una declaración en la que destituía a Li Zongren, Bai Chongxi y Li Jishen de sus cargos y se preparaba para aplastar por la fuerza el nuevo sistema Gui. Feng Yuxiang y Yan Xishan estaban a la expectativa y su actitud era ambigua. El nuevo sistema Gui se encontraba en una situación desfavorable. 

## Conflicto
Tras intensificarse el conflicto entre Chiang y Gui, las tropas leales a la camarilla de Guangxi estacionadas en Hebei fueron comandadas por Bai Chongxi. El plan original de Bai Chongxi era ir hacia el sur hasta Xuzhou por las carreteras de Baoding y Jinpu, y cooperar con el ejército Gui de Hubei para atacar Nankín, pero sus tropas eran en su mayoría las antiguas tropas de Tang Shengzhi. Chiang Chung-cheng trajo a Tang Shengzhi de vuelta de Japón y lo envió a Tangshan, Hebei, para comprar dos divisiones de sus antiguas tropas que habían sido tomadas por Bai Chongxi. : 472  La influencia de Tang Shengzhi sobre sus antiguas tropas hizo que Bai Chongxi perdiera el control de su ejército. Afortunadamente, fue informado por Liao Lei, comandante del 36.º Ejército del Ejército Revolucionario Nacional (ERN), y tuvo suerte de escapar y huyó de Hebei en barco. Los oficiales del 13.er Ejército del Ejército Nacional Revolucionario, que eran principalmente soldados de Guangxi, tuvieron que dimitir e irse al sur, y las tropas restantes fueron integradas por Li Pinxian, antiguo subordinado de Tang Shengzhi. La guerra Chiang-Kwai aún no había estallado oficialmente, pero la influencia de la camarilla de Guangxi sobre Hebei se había desplomado. Bai Chongxi viajó hacia el sur, a Hong Kong, en un transatlántico. Chiang Zhongzheng ordenó a la armada detener el transatlántico y hundirlo si no respetaba la orden. Sin embargo, la noticia se filtró y Li Zongren encargó a los japoneses que enviaran un barco al encuentro de Bai Chongxi y lo escoltaran hasta Hong Kong. Con el fin de proteger Wuhan, Li Zongren telegrafió desde Shanghái para ordenar a los tres ejércitos de su Cuarto Regimiento, Xia Wei, Tao Jun y Hu Zongduo, que establecieran defensas a lo largo de las líneas de Huangpi y Wukan y luego regresaran sigilosamente a Guangxi para organizar la campaña contra Jiang Kai-shek. : 472  Sin embargo, debido a complicaciones, Li Zongren y Bai Chongxi no pudieron regresar a Wuhan para tomar el mando de las nuevas tropas de Guangxi. Huang Shaozhen permaneció en Guangxi y el ejército de Cantón no pudo ir al norte debido a su ambivalencia en este conflicto. Los nuevos subordinados de Guangxi quedaron esencialmente abandonadas a su suerte. : 472 
El 28 de marzo, Chiang ordenó a Zhu Peide que comandara cinco divisiones desde Jiujiang y Nanchang para ocupar la línea ferroviaria de Wuchang a Changsha y cortar la retirada a las tropas de Guangxi. Liu Zhi comandó cinco divisiones y otra brigada para atacar Wuhan desde la frontera de Anhui y Hubei y el coronel Han Fuxu comandó cinco divisiones para atacar Wuhan desde el sur de Henan. : 472  El 31 de marzo, Chiang emitió una orden de ataque general. : 472  Posteriormente, He Key, en Hunan, también cayó en manos de Chiang. Dentro de la camarilla de Guangxi, Hu Zongduo y Tao Jun estaban enfrentados a Li Mingrui y Yu Zuobai, etc. El 3 de abril, las tropas del ejército Gui de Li Mingrui retrocedieron en Huayuan y Xiaogan. : 472  Yu Zuobai y Yang Tenghui se pusieron en contacto con Chiang Kai-shek y declararon que no participarían en la «Guerra Civil» y retiraron sus tropas. Como resultado, se produjo una brecha en la línea defensiva de la camarilla de Guangxi en el este de Hubei, que se vio obligada a abandonar Wuhan y retirarse al oeste de Hubei. Al mismo tiempo, Li Zongren y Bai Chongxi llegaron a Hong Kong y regresaron a Guangxi desde Guangzhou para reunirse con Huang Shaohong, que permanecía allí. Pero la situación en Hubei era irreversible. 
El 11 de abril, el Gobierno Nacional publicó una «Carta a las tropas de Guangxi», en la que contaba los «males» de la nueva camarilla de Guangxi y pedía a los soldados del Ejército de Guangxi que abandonaran la resistencia. Los soldados se desilusionaron. Xia Wei, Tao Jun y Hu Zongduo abandonaron Wuhan y se retiraron al oeste de Hubei, donde fueron rodeados y liquidados en Shashi y Yichang. : 472  Xia Wei, Tao Jun, Hu Zongduo y Ye Qi se acercaron a Chiang Zhongzheng y finalmente renunciaron y se marcharon al extranjero. Las fuerzas del Nuevo Sistema de Guangxi en Hubei se integraron. El 25 de abril, Chiang ordenó atacar Guangxi. : 472  Chiang también envió una carta para decir a Li Zongren y Bai Chongxi que abandonaran el país y Huang Shaohong podía quedarse en Guangxi, pero Guangxi estaría bajo la administración de Li Mingrui y Yu Zuobai. La nueva camarilla de Guangxi consideró esta condición muy dura y se negó a aceptarla, por lo que movilizó sus tropas para prepararse para la guerra.  
El 5 de mayo, la Nueva Camarilla de Guangxi anunció la creación del «Ejército de Defensa Nacional» y envió un telegrama para aplastar a Chiang Kai-shek. El 15 de mayo, Feng Yuxiang, en el norte, propuso cooperar con la Nueva Camarilla de Guangxi en la cruzada contra Chiang Kai-shek enviando tropas para atacarlo. Pero sus subordinados Shi Yousan y Han Fuzu desertaron a favor de Chiang, lo que provocó la derrota de las tropas de Feng.  
A mediados de mayo, las tropas de Guangxi atacaron Cantón en dos direcciones, derrotaron al ejército cantonés y alcanzaron la ciudad de Guangzhou. Chiang Kai-shek movilizó a los ejércitos Hunan, Guizhou, Yunnan para atacar Guangxi y contener al ejército Gui. La camarilla de Guangxi y el ejército de Cantón, leal a Chiang, tuvieron una feroz batalla en la región de Baimu. La invasión de Guangdong por el ejército Gui fue rechazada. : 18  Las tropas de la camarilla se vieron obligadas a retirarse a Guangxi. Sin embargo, al mismo tiempo, las fuerzas de la camarilla obtuvieron sucesivas victorias en el frente de Guilin y Liuzhou, derrotando al ejército Xiang, al ejército Qian y al ejército Dian. En el mismo mes, las tropas de He Jian en Hunan empujaron hacia Guilin desde el sur de Hunan; las tropas de Chen Jitang en Guangdong atacaron Wuzhou y el condado de He desde Zhaoqing; y las tropas de Longyun en Yunnan ocuparon Liuzhou a través del condado de Dushan en Guizhou. : 472 
Chiang Chung-cheng movilizó rápidamente las tropas de Guangxi al mando de Li Mingrui, Yu Zuobai y Yang Tenghui para dirigirse al sur de Cantón y atacar Guangxi por el oeste. Debido a la mayor fuerza de combate de las tropas de Li, Yu y Yang, capturaron rápidamente Wuzhou y Wei Yunsong, el defensor de Guiping, abandonó la ciudad, por lo que el ejército Gui ya no pudo seguir con la lucha. 
El ejército Guangxi fue derrotado por tres flancos y se retiró a Longzhou. : 472  En junio, Li Zongren, Bai Chongxi y Huang Shaohong se exiliaron y huyeron a Hong Kong, Sai Kung y Haiphong. : 472  El 27 de junio, las tropas de Li Mingrui entraron en Nanning. La nueva camarilla de Guangxi había sido derrotada y Chiang nombró a Li Mingrui, Yu Zuobai y Yang Tenghui para gobernar la provincia de Guangxi. La guerra Chiang-Guangxi terminó con la victoria de Chiang. : 472 

## Resultados e impacto
La Guerra de Chiang-Guizhou, que duró tres meses, terminó con la victoria de Chiang Kai-shek. La nueva camarilla de Guangxi, que había estado expandiendo su poder desde la Guerra Ning-Han y la «Segunda Expedición al Norte», sufrió un duro golpe y perdió todos sus territorios, incluido su bastión en Guangxi y todo su poder militar quedó básicamente perdido. En junio, Li Zongren, Bai Chongxi y Huang Shaohong, los tres líderes del Nuevo Sistema Gui, se vieron obligados a refugiarse en Hong Kong. : 472  Con esta guerra, Chiang debilitó completamente a la camarilla rival, aunque Li, Bai y Huang recuperaron el control de Guangxi al cabo de sólo medio año. Sin embargo, la influencia política del Nuevo Sistema Gui ya no era la misma. 
La derrota del Nuevo Sistema de Guangxi intensificó el conflicto entre Feng Yuxiang y Yan Xishan y Chiang, dando lugar a la posterior Guerra de las Llanuras Centrales, en la que todas las facciones se unieron contra Chiang en una de las guerras civiles más sangrientas del siglo.
Después de que Li Mingrui, Yu Zuobai y Yang Tenghui se hicieran cargo de Guangxi, se inclinaron a la izquierda en su visión política e introdujeron al comunista Deng Xiaoping y a otros para que operaran en Guangxi. Así que sólo 3 meses más tarde, Chiang Kai-shek envió tropas a Guangxi y expulsó a Li, Yu y otros, la situación política en Guangxi se sumió en el caos. Li Mingrui y otros posteriormente establecieron bases comunistas en Guangxi con Deng Xiaoping y otros comunistas. Los oficiales del ejército de Gui dirigidos por Yang Teng-hui, Zhou Zu-huang y Yin Cheng-zang volvieron a seguir a Li Zongren y le ayudaron a reorganizarse nuevamente. 